# Robert Ochsenfeld
Robert Ochsenfeld (/ˈʁoː.bɛʁt ˈɔk.sənˌfɛlt/ 18 mai 1901 – 5 décembre 1993), est un physicien allemand, né et mort à Hilchenbach. Il participe notamment à la découverte de l'effet Meissner-Ochsenfeld avec Walther Meißner.

## Biographie
Après ses études de physique à Marbourg, Ochsenfeld obtient son doctorat en 1932, portant sur le ferromagnétisme. Dans le cadre d'un programme d'aide, qui se nomme Jungakademikerhilfe, il vient au Physikalisch-Technische Bundesanstalt de Berlin fin 1932, dans le laboratoire dirigé par Walther Meißner. Ce laboratoire a à l'époque une importance mondiale, où des expériences de physique sur les très basses températures sont possibles. En effet, une installation de liquéfaction de l'hélium est mise en service à partir de 1925. Ainsi, l'expérience, qui conduit à la découverte de l'effet Meissner-Ochsenfeld, émerveille Max von Laue, qui est alors conseiller théoricien du Physikalisch-Technische Bundesanstalt. Au printemps 1934, Meissner quitte le PTB, pour aller à la Technische Hochschule de Munich. Dans la même période, Ochsenfeld continuait sa carrière dans l'enseignement.
Après la fin de la Seconde Guerre mondiale, Ochsenfeld joue un grand rôle dans la construction d'un laboratoire pour les matériaux magnétiques du PTB, et travaille de nouveau sur les matériaux magnétiques jusqu'à sa retraite en 1966, tout en étant directeur du groupe d'« unités fondamentales et constantes des matériaux ».

## Publications
- (de) Robert Ochsenfeld, « Das Auftreten des Ferromagnetismus im System Mangan-Stickstoff », Annalen der Physik, vol. 12, no 5,‎ 1932, p. 253-384 (DOI 10.1002/andp.19324040306) (essai philosophique).
- (de) Herbert Schubert, Neue Deutsche Biographie, t. 16, 1990 (lire en ligne), p. 705-707.